# Коста, Орацио
Орацио Коста Джованджильи (итал. Orazio Costa; 6 августа 1911, Рим — 14 ноября 1999, Флоренция) — итальянский театральный деятель, театральный режиссёр
, актёр, педагог. Один из видных деятелей итальянского театрального искусства.

## Биография
Образование получил в 1937 году в римской национальной академии драматического искусства (Accademia nazionale d’arte drammatica). Со времени учёбы работал ассистентом у режиссёров Ж. Копо, Р. Симони, Дж. Сальвини, Т. Павловой. С 1945 года начал долгую карьеру театрального режиссёра. Поставил более 170 спектаклей.
В 1939 году начал режиссёрскую деятельность.
Возглавлял многие театральные труппы. В 1948—1954 годах руководил основанным им «Пикколо театро» в Риме.
Осуществил цикл постановок пьес Г. Ибсена: «Маленький Эйольф», «Гедда Габлер» (оба в 1940), «Столпы общества» (1951); В. Альфьери: «Филипп» (1946), «Орест», «Мирра» (оба в 1949), «Агамемнон» (1952). Ставил многие пьесы Л. Пиранделло, У. Бетти, Д. Фаббри и др.
Выступал как актёр (Директор («Шесть персонажей в поисках автора» Пиранделло), Гаев («Вишнёвый сад» Чехова и др.).
Один из ведущих представителей европейской театральной педагогики XX века. С 1944 по 1976 год преподавал актёрское мастерство в римской национальной академии драматического искусства.
Снимался в кино.

## Избранная фильмография
- 1974 — Неистовый Роланд[итал.] — Атланте
- 1954 — Запрещается / Proibito
- 1950 — Против закона / Contro la legge

## Награды
- В 1996 году награждён Большим крестом ордена «За заслуги перед Итальянской Республикой».